# رنی سن-سیر
رنه سن-سیر (فرانسوی: Renée Saint-Cyr‎؛ ۱۶ نوامبر ۱۹۰۴ – ۱۱ ژوئیهٔ ۲۰۰۴) یک هنرپیشه اهل فرانسه بود. وی بین سال‌های ۱۹۳۳ تا ۱۹۹۴ میلادی فعالیت می‌کرد.